# João Miguel Melo Oliveira
João Miguel Melo Oliveira (* 13. September 1998 in Setúbal) ist ein portugiesischer Fußballspieler.

## Karriere
Oliveira begann seine Karriere bei Vitória Setúbal. Zur Saison 2016/17 wechselte er in die Jugend von Benfica Lissabon. Im Februar 2017 wurde er an die U-19 von Belenenses Lissabon verliehen. Zur Saison 2017/18 wurde er an den Zweitligisten Real SC weiterverliehen. Für Real kam er allerdings nie zum Einsatz, so wurde die Leihe im Januar 2018 vorzeitig beendet und er schloss sich, wieder leihweise, dem Drittligisten Estrela Vendas Novas an. Für Estrela absolvierte er 14 Drittligapartien, in denen er vier Tore erzielte.
Zur Saison 2018/19 verließ Oliveira Benfica schließlich endgültig und wechselte zum Zweitligisten GD Estoril Praia. Bei Estoril kam er in zwei Jahren beim Klub allerdings primär für die U-23-Mannschaft in der Reserveliga zum Einsatz, sein erstes und einziges Spiel für den Verein in der Segunda Liga absolvierte der Stürmer im Dezember 2019 gegen FC Penafiel. Zur Saison 2020/21 wechselte er zum Drittligisten SC Olhanense. Für Olhanense kam er zu insgesamt 22 Drittligaeinsätzen, in denen ihm drei Tore gelangen.
Zur Saison 2021/22 wechselte Oliveira zum österreichischen Zweitligisten Floridsdorfer AC. Für die Wiener kam er zu 25 Einsätzen in der 2. Liga, in denen er zehn Tore erzielte. Zur Saison 2022/23 kehrte er in seine Heimat zurück und wechselte zum Zweitligisten SC União Torreense.